# Концерт для двух скрипок (фильм)
«Концерт для двух скрипок» — советский художественный фильм 1975 года, снятый на киностудии «Мосфильм». Экранизация романа Михаила Коршунова «Бульвар под ливнем».

## Краткое содержание
Фильм повествует о жизненных путях двух скрипачей Андрея и Лади к «большой музыке».

## В ролях
- Александр Курепов — Ладя Брагин
- Сергей Мартынов — Андрей
- Леонид Броневой — профессор
- Владимир Валуцкий
- Анатолий Кубацкий — дед
- Антонина Максимова — мать Андрея
- Светлана Переладова
- Николай Сергеев — дед Оли
- Ирина Скобцева — Кира Викторовна
- Елена Соловей — Рита Плетнёва
- Гурген Тонунц — Мигдал
- Елена Шанина — циркачка Санди
- Геннадий Юдин — отец Риты
- Светлана Швайко — эпизод

## Вокал
- Александр Градский

## Съёмочная группа
- Режиссёр: Екатерина Сташевская-Народицкая
- Авторы сценария: Владимир Валуцкий, Михаил Коршунов
- Оператор: Николай Немоляев
- Композитор: Владимир Терлецкий
- Художник-постановщик: Людмила Кусакова
- Консультант: Олег Крыса